# Nicolas de Pologne
Nicolas de Pologne ou Nicolas de Montpellier, né vers 1235 en Silésie et mort vers 1316 à Cracovie, est un médecin empirique et frère dominicain, qui a vécu à Montpellier au XIIIe siècle. Il est aussi connu sous les noms de  : Nicolas de Polonia, Nicolas de Bohemia, Nicolaus Polonus, Nicklas von Monpolir, Nikolaus von Mumpelier, Mikulás z Polski, Mikołaj z Polski.

## Biographie
Nicolas de Pologne était allemand d'origine, probablement né en Silésie. Il appartenait à l'ordre des frères prêcheurs. Il a vécu longtemps à Montpellier, vers 1270. "Par la suite, il dut gagner la Pologne, car il se signala comme médecin de Lech II le Noir, Senior de Pologne, et de son épouse Griphine." Il vivait au couvent dominicain de Cracovie.

## Pensée médicale
Il s'est opposé à la médecine hippocratique. Il soignait en ayant recours à des moyens magiques.

### Œuvres
- Anti-Yppocras (Antipocras), édi. par R. Ganszyniec, Brata Mikolaja z Polski Pisma Lekarskie, Posen, 1920, p. 44-71. Poème sur les vertus thérapeutiques des amulettes, contre Hippocrate.
- Experimenta magistri Nicolai (vers 1270 ?), édi. par R. Ganszyniec, Brata Mikolaja z Polski Pisma Lekarskie, Posen, 1920, p. 136-157. Autre édi. (par J.-W. Johnsson), "Les Experimenta Magistri Nicolai publiés pour la première fois", Bulletin de la Société française d'histoire de la médecine, éd. H. Champion, Paris, vol. 10, n° 6 (1911), p. 269-290. Sur les vertus thérapeutiques des serpents, grenouilles, crapauds.
- Livre de recettes. Manuel destiné aux études médicales.

### Études
- (de) Gundolf Keil, « Nikolaus von Polen », dans Neue Deutsche Biographie (NDB), vol. 19, Berlin, Duncker & Humblot, 1999, p. 273 (original numérisé).
- G. Keil, "Virtus occulta". Der Begriff des empiricum bei Nicolaus von Polen, in  A. Buck, Die okkulten Wissenschaften in der Renaissance, Wiesbaden, 1992, p. 159-196.
- Stanislaw Szpilczynski, "Un révolutionnaire de la médecine au XIIIe siècle : Nicolas de Pologne", in Kwartalnik historié nauki i techniki, 1959
- Graziella Federici Vescovini, Le Moyen Âge magique (2008), Vrin, 2011, p. 194-196.
- Louis Dulieu, « Les relations entre la Pologne et la Faculté de médecine de Montpellier depuis le XIVe siècle jusqu'au début du XVIIe. », in: Histoire des sciences médicales, 1982, 17 (Spécial 1), pp. 303-308, Texte intégral